# Escalera con plataforma

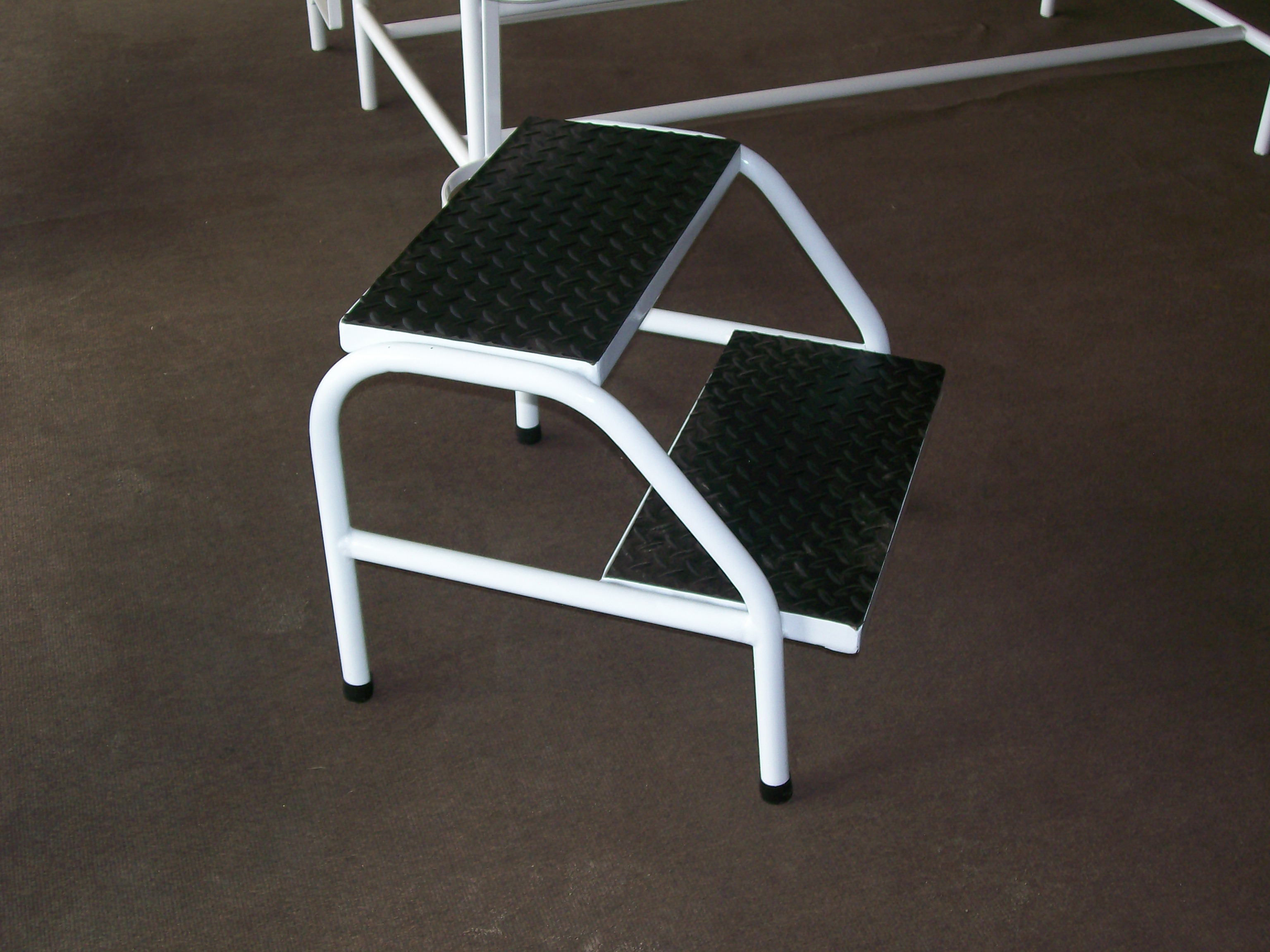
Escalera de plataforma de 2 escalones

Una escalera con plataforma es un utensilio a medio camino entre una escalera y un taburete, utilizándose como plataforma de apoyo para alcanzar objetivos que se encuentran a alturas comprendidas entre ~2 m y ~3 m. El tipo moderno más común se hace con dos escaleras separadas conectadas entre sí en el extremo superior, donde hay una plataforma con una superficie suficientemente grande para poderse mantener con ambos pies encima, con el resto de escalones del mismo tamaño, lo que permite trabajar con comodidad, a diferentes alturas; sin embargo, algunos modelos tienen los escalones estrechos clásicos. Esta disposición de diseño plegable, que abierta, permite que se aguante sola, elimina la necesidad de apoyarse en la pared, como en el caso de una escalera de mano estándar. Se utilizan mucho en la cocina, hasta el punto de que en algunos lugares se denominan "escala de cocina". 

## Evolución
Desde el pequeño taburete de madera, la escalera de plataforma fue creciendo para permitir coger objetos en lugares más elevados. La necesidad llevó a añadir un par de escalones, primero de madera y luego de metal ligero. Las de múltiples peldaños están también equipadas con barandillas de seguridad para los modelos más altos. Generalmente son plegables para poderlas almacenar y facilitar su transporte.
Para satisfacer las necesidades de los profesionales de la construcción, han surgido escaleras de plataforma para usos muy específicos como escaleras andamio, escaleras jirafa, etc.

## Uso

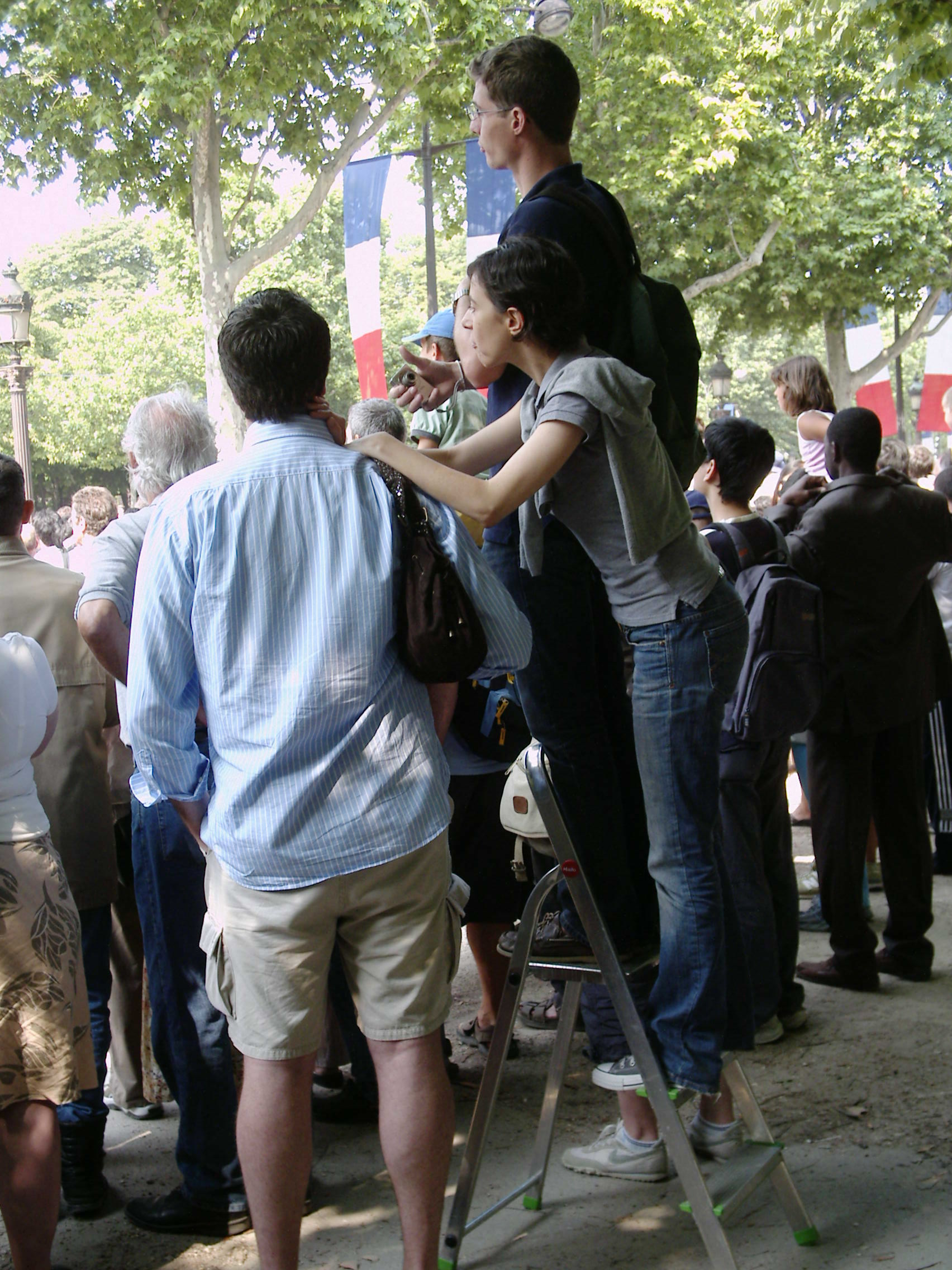
Escalera de plataforma de 3 escalones

Las escaleras con plataforma, tienen una amplia gama de usos. Son una herramienta importante, por ejemplo, para los pintores de interiores, que incluso pueden caminar por la plataforma y no deben bajar cada vez que necesitan cambiar un poco de zona de trabajo. Se utilizan, por ejemplo, para cambiar bombillas y lámparas fluorescentes en habitaciones con techos altos, para recoger fruta en horticultura y en otras actividades. También son utilizadas por los fotógrafos cuando necesitan un punto de visión de conjunto más elevado. Algunos modelos pueden utilizarse como taburete para sentarse.
Son aptas sólo para terrenos con una superficie plana y no son utilizables en terrenos con superficies irregulares. Se utilizan como una escalera de mano, pero tienen la ventaja de ser más cómodos al poder mantenerse de pie sobre la plataforma. Para pequeñas alturas son más seguras que una escalera normal. Sin embargo, tienen la desventaja de ser menos estables que una escalera de mano apoyada en la pared y no es aconsejable utilizar una escalera de plataforma tan alta como una escalera normal, ya que con un desequilibrio podría volcar.

## Galería

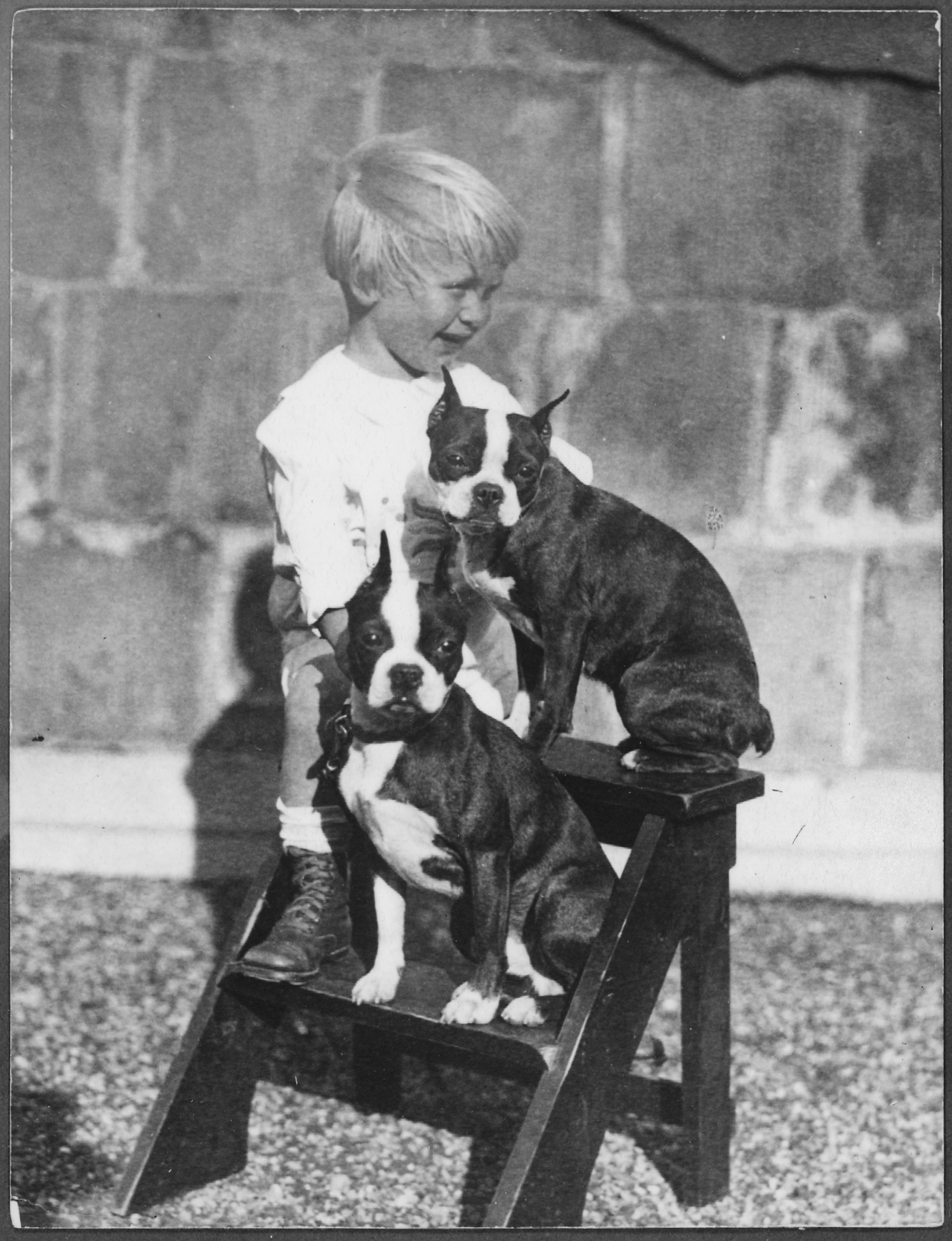
modelo primitivo
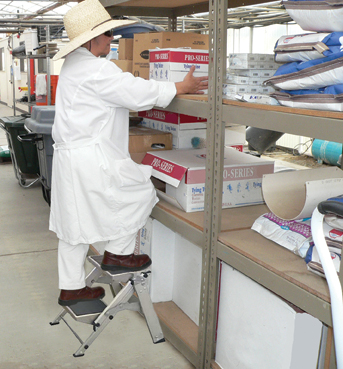
Modelos de 2 escalones de aluminio
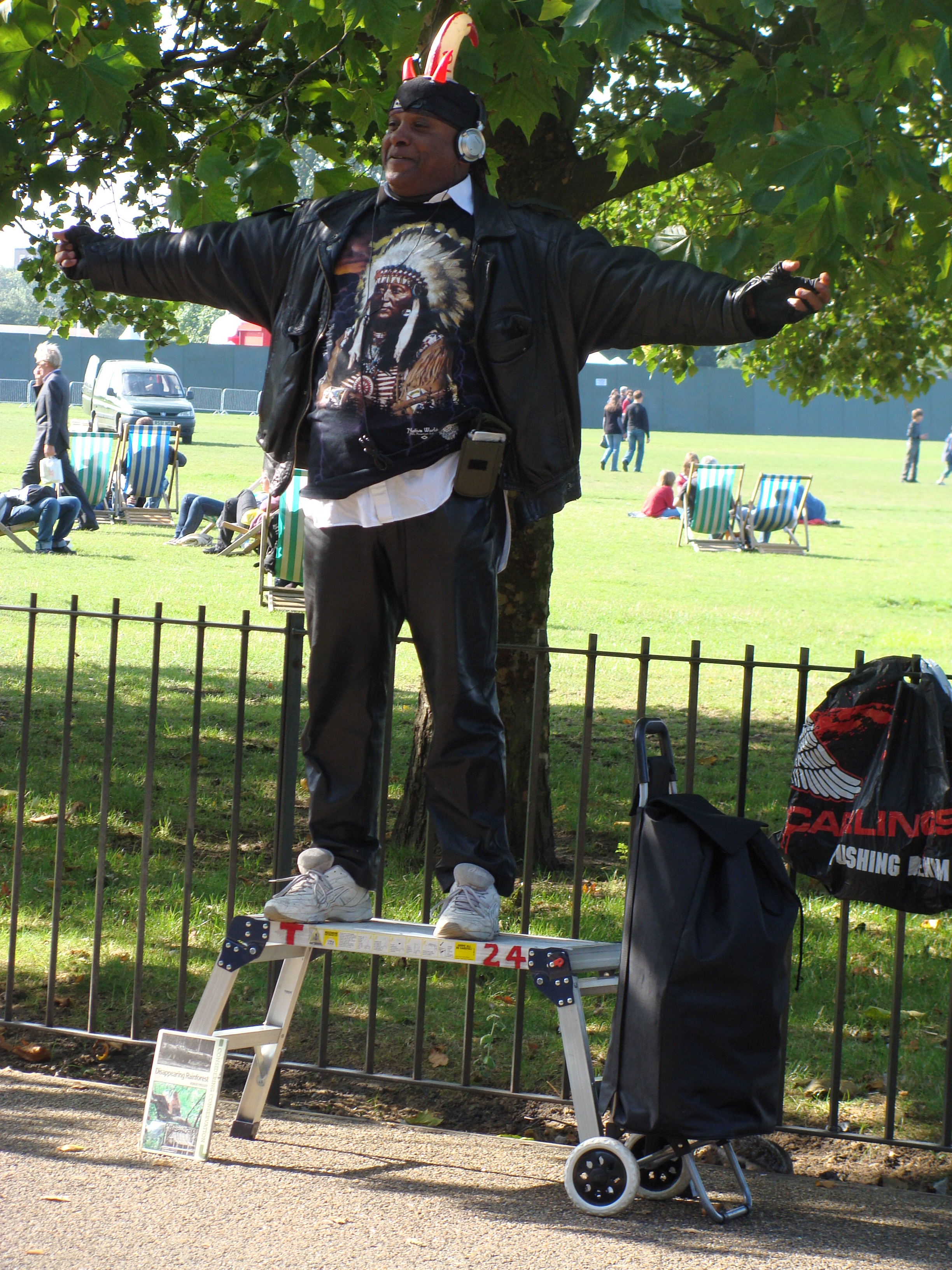
Plataforma tipo andamio